# Josef Hasenöhrl
Josef Hasenöhrl (5 de mayo de 1915-13 de marzo de 1945) fue un deportista austríaco que compitió en remo.
Participó en los Juegos Olímpicos de Berlín 1936, obteniendo una medalla de plata en la prueba de scull individual. Ganó tres medallas en el Campeonato Europeo de Remo entre los años 1935 y 1938.

## Palmarés internacional
| Juegos Olímpicos   | Juegos Olímpicos         | Juegos Olímpicos  | Juegos Olímpicos |
| Año                | Lugar                    | Medalla           | Prueba           |
| ------------------ | ------------------------ | ----------------- | ---------------- |
| 1936               | Berlín (Alemania)        | Medalla de plata  | Scull individual |
| Campeonato Europeo |                          |                   |                  |
| Año                | Lugar                    | Medalla           | Prueba           |
| 1935               | Berlín (Alemania)        | Medalla de bronce | Scull individual |
| 1937               | Ámsterdam (Países Bajos) | Medalla de plata  | Scull individual |
| 1938               | Milán (Italia)           | Medalla de oro    | Scull individual |